# Magnus Eriksson (koning)

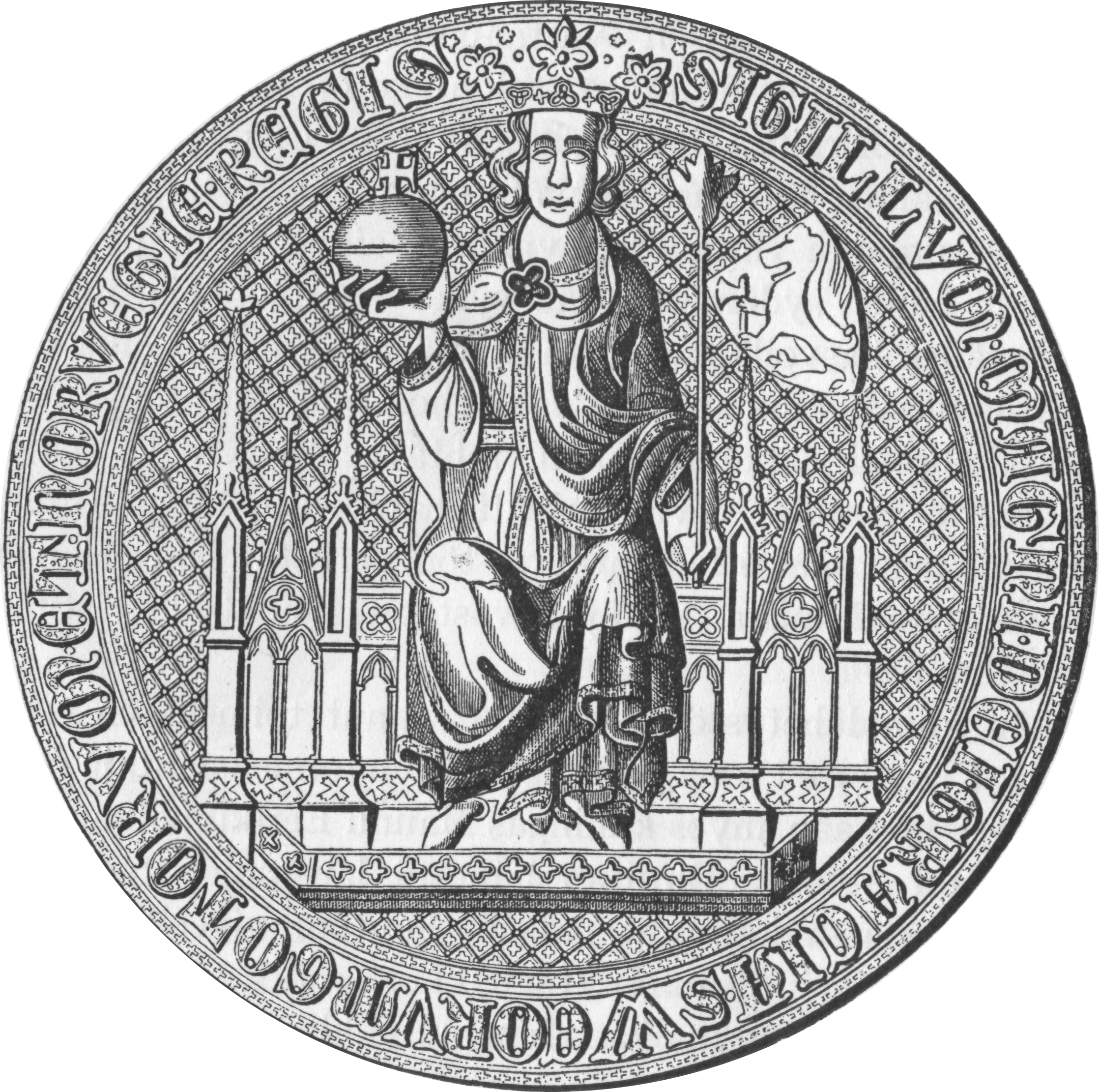
Zegel van Magnus Eriksson (omschrift: "SIGILLVM MAGNI DEI GRACIA SWEORVM GOTORVM ET NORVEGIE REGIS" ("Zegel van Magnus bij gratie Gods van de Zweden, de Goten en van Noorwegen koning").

Magnus Eriksson, in Zweden als Magnus IV geteld, in Noorwegen als Magnus VII(I), (april of mei 1316 - Bömmelfjorden, 1 december 1374) was van 1319 tot 1364 koning van Zweden, en vanaf 1319 tot de verdeling van zijn rijk onder zijn twee zonen in 1355 koning van Noorwegen (inclusief IJsland en Groenland), en heerser van Scania van 1332 tot 1360. Hij werd in sommige documenten ook Magnus Smek genoemd.
Hij was een zoon van hertog Erik Magnusson en diens vrouw, de Noorse erfprinses Ingebjørg Håkonsdatter. Hij was hierdoor zowel de kleinzoon van de Zweedse koning Magnus I Birgersson (via zijn vader) als van de Noorse koning Haakon V Magnusson (via zijn moeder).

## Leven
Magnus Eriksson werd in april of mei 1316 geboren. Zijn vader, de hertog Erik Magnusson, werd echter in 1318 tijdens of kort na het zogenaamde Banket van Nyköping gedood.

### Minderjarigheid (1319-1331)
In 1319, op driejarige leeftijd, erfde Magnus de Noorse koningskroon van zijn grootvader, Haakon V Magnusson en werd in datzelfde jaar nog bij de Stenen van Mora in Uppland tot Zweedse koning verkozen. De zoon van de verjaagde koning Birger, Magnus Birgersson, die de eigenlijke troonopvolger was, weerde de legers die kasteel Nyköping probeerden in te nemen af, maar werd uiteindelijk verslagen en vluchtte samen met de drost Jan van Brunkow. Ze werden daarna in een open zeeslag verslagen, gevangengenomen en vervolgens in 1320 geëxecuteerd.
Tijdens zijn minderjarigheid waren er spanningen over zijn voogdij tussen Magnus' moeder Ingebjørg, die in Varberg resideerde, en de Zweedse en Noorse edelen van de Rijksraad.

### Meerderjarigheid (1331-1355)
Magnus Eriksson werd in 1331, op vijftienjarige leeftijd, meerderjarig verklaard en nam nu zelf de regering in handen. Dit stootte op weerstand in Noorwegen, waar een statuut uit 1302 stipuleerde dat een koning pas als hij twintig jaar was meerderjarig was, en er brak een opstand uit onder leiding van Erling Vidkunsson (die voorheen regent was geweest voor Magnus in Noorwegen) en andere Noorse edelen. In 1333 zouden de opstandelingen zich uiteindelijk onderwerpen aan koning Magnus. De financiële middelen om de macht van de aristocratie aan banden te leggen ontbraken. Hij slaagde er tijdens zijn verblijf in Oslo rond de kerst van 1332, met de steun van de herenboeren, echter in om een wet erdoor te krijgen, waardoor het werd verboden om een setesvein (gewapende page die de lokale vertegenwoordiger van een bisschop of heer was) zonder de toestemming van de koning te hebben. Hiermee werd de door de herenboeren gehaat hirðaristocratie getroffen, die dit privilege tot dan toe voor zichzelf hadden opgeëist.
Hij trouwde in 1335 met Blanca van Namen, die door haar moeder Maria van Artesië, een afstammeling van Lodewijk VIII van Frankrijk was. In 1336 werd hij door de bisschop van Dorpat, Engelbert van Dolen, tot koning gekroond.

### Magnus neemt Skåne (Scania) en Blekinge over
Denemarken ging toentertijd door een politieke crisis met een verzwakt centraal gezag. Het zuiden van Halland werd aan Magnus' stiefvader Knut Porse verpand, terwijl de landschappen Skåne en Blekinge aan Jan III van Holstein-Kiel. Jans heerschappij wekte heel wat ontevredenheid op onder de lokale bevolking en in 1332 zwoer een delegatie uit Skåne (Scania) trouw aan koning Magnus. Na enige onderhandelingen kocht Magnus de landschappen voor 34000 marc aan zilver over. In 1343 verzaakte de Deense koning Waldemar IV aan zijn aanspraken op Skåne (Scania), Blekinge en Halland.

### Gebrek aan financiën en excommunicatie
Onder meer door zijn overeenkomst met Jan III van Holstein-Kiel om hem te betalen voor deze landschappen, stond de financiële toestand van de schatkist er niet goed voor. Magnus had zonder succes geprobeerd om van de Hanze geld te lenen. Vervolgens legde hij gedwongen leningen op aan de Kerk. Dit leidde ertoe dat hij werd geëxcommuniceerd. Een mislukte "kruistocht" naar Finland (1348-1351), en het uitbreken van de pest verergerde de financiële situatie nog meer. Ook een ongepaste nauwe relatie met de jonge Zweedse edelman Bengt Algotsson bracht zijn reputatie een knauw toe. Daarbovenop kwam de scherpe kritiek op zijn persoon door de later heilig verklaarde Birgitta van Zweden. Deze had nauwe banden met zijn familie en oefende hierdoor ook politieke invloed uit. Ze stoorde zich aan zijn – in haar ogen – ongepaste verhouding met Bengt Algotsson, en aan het feit dat hij, in weerwil van zijn excommunicatie, de heilige mis bijwoonde. Of hij daadwerkelijk een homoseksueel relatie had, is echter niet zeker. Bengt Algotsson was de broer van Knut Algotsson, Birgitta's schoonzoon.

### Magnus deelt zijn rijk op onder zijn zonen
In 1343/1344 liet Magnus zijn zonen, Håkon en Erik, tot zijn troonopvolgers in respectievelijk Noorwegen en Zweden bestemmen. Dit was echter ten tijde van de grote pestepidemie geweest, toen de meeste administratieve en machtsposities onbezet waren. Daarom, alsook omdat hij voornemens was een kruistocht tegen Karelië te ondernemen en de handen hiervoor wilde vrij hebben, herhaalde hij deze aanstelling in 1350 in Bergen. Hij behield voor zichzelf Helgeland, IJsland, de Faeröer- en Shetlandeilanden. Håkon kreeg in 1355 reeds de Noorse koningskroon opgezet, terwijl Magnus Eriksson in Zweden voort regeerde. Bengt Algotsson nam in 1355 de bezittingen van de aartsbisschop van Lund in, toen deze in Rome verbleef om het pallium te ontvangen. Dit was in strijd met het kerkelijk verbod op de vermindering van het kerkelijk vermogen. De Zweedse adel vermoedde dat Bengt Algotsson dit met de goedkeuring van de koning had gedaan. Hij sloot een verbond met Erik en Magnus' schoonbroer, Albrecht van Mecklenburg. De ontevredenheid van Erik, die had gehoopt reeds de Zweedse koningstroon te hebben bestegen, werd door de edelen van de Rijksraad aangewakkerd. Erik nam daarom de koningstitel aan en plaatste zich in 1356 aan het hoofd van een opstand tegen zijn vader. In een vergelijk tussen vader en zoon (1357) kwam het tot een administratieve rijksdeling. Erik ontving hierdoor Finland en de Deense gebieden met uitzondering van Noord-Halland dat Bengt Algotsson behield. Maar Erik zou twee jaar later (1359) overlijden aan de pest. Koning Waldemar Atterdag van Denemarken probeerde tevergeefs de gelegenheid aan te grijpen om Skåne (Scania) voor zich terug te weten te winnen. In 1359 verzoenden beide koningen zich en bezegelden de nieuwe vrede met de verloving van Håkon Magnusson met Waldemars dochter, Margaretha I.

### Magnus' zoon Erik sterft
In datzelfde jaar stierf (zoals reeds vermeld) zijn zoon en medekoning Erik en kort daarop diens zwangere vrouw, zonder erfgenamen na te laten. Magnus trok meteen de gebieden die onder Eriks heerschappij hadden gestaan terug naar zich toe. In 1360 slaagde Waldemar Atterdag erin Skåne (Scania) terug te winnen. Dit wekte veel weerwil onder de Zweedse adel op, en maakte ook de Hanze en de Noord-Duitse gebieden onrustig, aangezien Denemarken nu de zeestraat Sont controleerde. Magnus sloot een verbond met de Hanze, om Skåne terug te winnen, maar dit mislukte. In plaats daarvan werd hij door zijn zoon Håkon gevangen gehouden in het Kalmar slott. Na tot een vergelijk te zijn gekomen, werd hij vrijgelaten, en Håkon werd in 1362 nam de plaats van zijn overleden broer in als nieuwe Zweedse medekoning.

### Magnus en Håkon verliezen Zweden
De volgende opstand van de edelen van de Rijksraad in de machtsstrijd om het koninkrijk brak uit in 1364, nadat de Noorse koning en Zweedse troonopvolger, Håkon Magnusson met de dochter van de Deense koning Waldemar was getrouwd. Albrecht van Mecklenburg werd naar Zweden gehaald en in 1364 tot koning verkozen. In de daaropvolgende oorlog werden koning Magnus Eriksson en zijn zoon Håkon Magnusson verslagen. Magnus Eriksson werd gevangen genomen en pas na zes jaar vrijgelaten. Hij verhuisde naar zijn zoon in Noorwegen, waar hij op 1 december 1374 bij een scheepsramp bij Bömmelfjorden omkwam.

## Naleven
Birgitta van Zweden, die de toenmalige adellijke oppositie welgezind was, schilderde Magnus Eriksson af als een zwak en immoreel persoon. De Zweedse historicus Alf Åberg schreef in 1978 dat onderzoekers te weinig weten, om Magnus echt te kunnen beoordelen. Wat echter wel zeker is, is het feit dat zijn regeringsperiode een culturele bloeiperiode betekende voor Zweden.

## Nakomelingen
- Erik (1339-1359), medekoning van Zweden
- Haakon (ca. 1340-1380), koning van Noorwegen en medekoning van Zweden